# Nábojnice

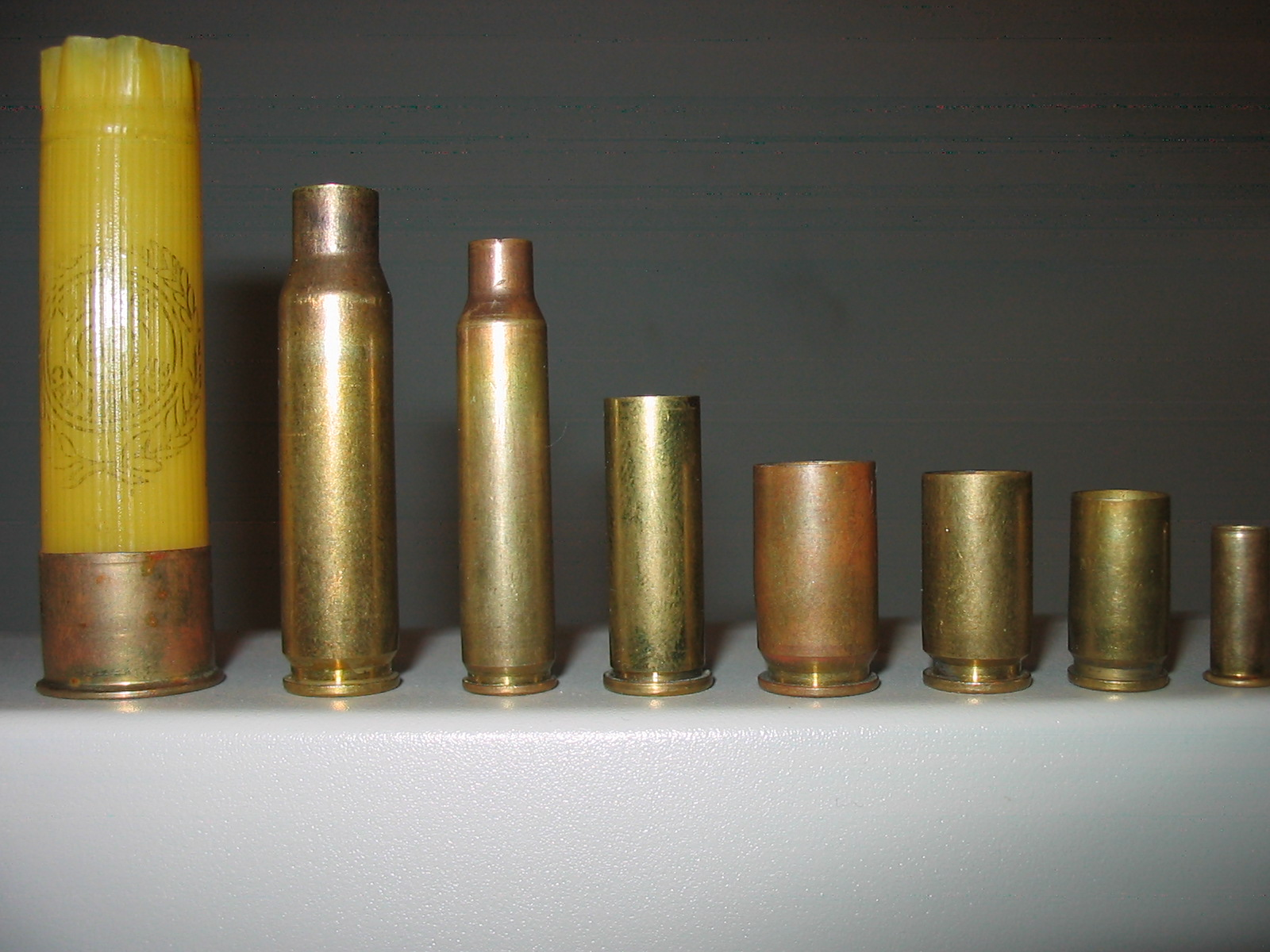
Několik nábojnic

Nábojnice, též hilzna, je tenkostěnné pouzdro, ve kterém je uložena prachová náplň, zápalka a střela náboje. U jednotného náboje spojuje všechny prvky náboje do jednoho celku, u dělených nábojů, které používají hlavně děla velkých ráží, je samostatným dílem.
Nábojnice bývá zhotovena z kovu, zpravidla z mosazi, oceli nebo hliníku. Může být vyrobena částečně nebo celkově i z nekovových materiálů. Například nábojnice pro brokové náboje mají kovové dno (tzv. kování) obvykle z tenkého mosazného plechu, a zbytek nábojnice je zhotoven z plastu nebo z papíru.
Pro dělostřeleckou střelu se často používají polospálitelné nebo spálitelné nábojnice. Zjednodušují některé mechanismy zbraní, například na vytahování a vyhazování nábojnic ze zbraně, zjednodušují celou manipulaci se střelou v omezeném prostoru (např. v tanku), snižují zamořování bojového prostoru tanku spalnými plyny, které v nábojnici zůstávají po výstřelu.
Polospálitelná nábojnice má kovové dno, ve kterém je upevněný iniciátor (obvykle zápalkový šroub) a zbytek nábojnice je z hmoty, která při výstřelu celá shoří. Obvykle se používá speciálně upravená nitrocelulózová masa. Kovové dno nábojnice zlepšuje manipulační vlastnosti nábojnice a lépe utěsňuje nábojovou komoru. Spálitelná nábojnice je celá vyrobena z hmoty, která při výstřelu beze zbytku shoří.